# Sabina Spielrein
Sabina  Nikolayevna Spielrein (Rostov, 7 de novembro de 1885 - 12 ou 14 de agosto de 1942) foi uma das primeiras mulheres psicanalistas do mundo. Russa, de uma família de mercadores judeus, foi assassinada em 1942 por soldados nazistas na mesma cidade onde nasceu. Casou-se com Pavel Scheftel, um médico russo de ascendência judia. Os dois tiveram duas filhas: Renata (1912) e Ewa (1924). Ambas morreram junto a sua mãe em 1942. Scheftel foi morto no Grande Terror (política repressiva orquestrada por Josef Stalin), em 1936.
Entre 1904 e 1905, Spielrein esteve internada no hospital Burghölzli em Zurique como paciente diagnosticada com histeria. Carl Gustav Jung foi seu médico e entre 1904 e 1911 tornou-se sua amante, com o tratamento iniciado com método de Freud passou a ajudante de Jung depois de mostrar sinais de progresso. Após Spielrein sair do hospital e começar a estudar medicina, teve Jung como seu mentor de dissertação. Até mesmo o próprio trabalho de Jung adquiriu certa influência de Spielrein.
Graduou-se em 1911, defendendo uma dissertação sobre um caso de esquizofrenia.No mesmo ano, foi aceita como membro da Sociedade de Psicanálise de Viena.
Em 1923, Spielrein retornou para a União Soviética e, junto com Vera Schmidt, criou um jardim de infância em Moscou, sendo todas as paredes e as mobílias de cor branca, o que deu o apelido ao lugar de Berçário Branco. A instituição tinha como principal finalidade o rápido amadurecimento crítico e analítico das crianças e procurava instaurar uma relação mais baseada na confiança e na afetividade do que na autoridade. O Berçário Branco foi fechado três anos depois por autoridades soviéticas sob a justificativa de que o local provia práticas de perversões sexuais para as crianças. Um fato interessante foi que o próprio Stalin matriculou seu filho Vassili neste lugar, mas com um nome falso.

Um documentário chamado Ich hieß Sabina Spielrein (Meu nome era Sabina Spielrein) foi feito em 2002 pela diretora sueca Elisabeth Marton, sendo lançado nos Estados Unidos no final de 2005. Também foi produzido um filme pelo cineasta Roberto Faenza, o Prendimi l’anima, ou Jornada da alma no Brasil, com Emilia Fox como Spielrein e Iain Glen como Carl Gustav Jung. Foi lançado em 2011 o filme Um Método Perigoso (A Dangerous Method), de David Cronenberg, que fala sobre a relação de Jung com Sabina, vivida por Keira Knightley.